# Езериш (Караш-Северин)
Езериш (рум. Ezeriş) насеље је у Румунији у округу Караш-Северин у општини Езериш. Oпштина се налази на надморској висини од 221 m.

## Прошлост
По "Румунској енциклопедији" место се први пут помиње 1319. године. Поново се јавља 1690-1700. године, а 1717. године ту је пописано 52 куће. Године 1757. већ је било 191 дом, а 1778. године 242 куће у селу. За време рата 1788. године село је спаљено заједно са старом православном црквом брвнаром. Нови храм је подигнут 1801. године.
Аустријски царски ревизор Ерлер је 1774. године констатовао да место припада Карашовском округу, Вршачког дистрикта. Становништво је било претежно влашко.

## Становништво
Према подацима из 2002. године у насељу је живело 1410 становника.

### Попис2002.
| Расподела становништва по националности 2002.‍ | Расподела становништва по националности 2002.‍ | Расподела становништва по националности 2002.‍ | Расподела становништва по националности 2002.‍ | Расподела становништва по националности 2002.‍ |
| --------------------------------------------- | --------------------------------------------- | --------------------------------------------- | --------------------------------------------- | --------------------------------------------- |
|                                               |                                               |                                               |                                               |                                               |
| Румуни                                        | Румуни                                        |                                               | 1.328                                         | 94,7%                                         |
| Мађари                                        | Мађари                                        |                                               | 19                                            | 1,4%                                          |
| Роми                                          | Роми                                          |                                               | 48                                            | 3,4%                                          |
| неизјашњени                                   | неизјашњени                                   |                                               | 7                                             | 0,5%                                          |

### Хронологија
| Година       | 1992 | 1993 | 1994 | 1995 | 1996 | 1997 | 1998 | 1999 | 2000 | 2001 | 2002 | 2003 | 2004 | 2005 | 2006 | 2007 | 2008 | 2009 | 2010 | 2011 | 2012 | 2013 | 2014 | 2015 | 2016 | 2017 |
| ------------ | ---- | ---- | ---- | ---- | ---- | ---- | ---- | ---- | ---- | ---- | ---- | ---- | ---- | ---- | ---- | ---- | ---- | ---- | ---- | ---- | ---- | ---- | ---- | ---- | ---- | ---- |
| Становништво | 1378 | 1340 | 1322 | 1304 | 1284 | 1264 | 1240 | 1214 | 1213 | 1209 | 1218 | 1218 | 1253 | 1254 | 1267 | 1271 | 1333 | 1317 | 1303 | 1305 | 1329 | 1333 | 1317 | 1311 | 1311 | 1307 |